# Никольский, Иннокентий Михайлович
Иннокентий Михайлович Никольский (1906, Иркутск, Российская империя — 1971) — советский государственный деятель, председатель Молотовского-Пермского облисполкома (1953—1962).

## Биография
Член ВКП(б) с 1940 г. В 1933 г. окончил три курса Московского института инженеров транспорта, в 1953 г. — курсы переподготовки при ЦК ВКП(б) — КПСС.
- 1924—1925 гг. — заведующий избой-читальней (с. Перфилово Иркутской губернии),
- 1925—1926 гг. — председатель Братского районного политико-просветительского комитета,
- 1926—1927 гг. — заведующий партийной школой,
- 1930—1931 гг. — библиотекарь районной библиотеки,
- 1933—1934 гг. — старший инженер дорожно-транспортного отдела Полномочного представительства ОГПУ — Управления НКВД по Восточно-Сибирскому краю,
- 1934—1942 гг. — заместитель начальника, начальник Государственной автомобильной инспекции Управления НКВД по Иркутской области,
- 1942—1943 гг. — первый заместитель председателя исполнительного комитета Иркутского городского Совета,
- 1943—1947 гг. — заместитель председателя исполнительного комитета Иркутского областного Совета,
- 1947—1952 гг. — председатель исполнительного комитета Иркутского областного Совета,
- 1953—1962 гг. — председатель исполнительного комитета Молотовского — Пермского областного Совета,
- апрель-декабрь 1962 г. — начальник управления мясной, молочной и пищевой промышленности СНХ Пермского экономического административного района,
- 1962—1963 гг. — начальник управления мясной, молочной и пищевой промышленности СНХ Западно-Уральского экономического района,
- 1963—1966 гг. — начальник управления мясной и пищевой промышленности СНХ Западно-Уральского экономического района,
- 1966—1968 гг. — начальник Пермского областного управления мясной промышленности.

Избирался депутатом депутатом Верховного Совета СССР 3 и 4-го созывов, депутатом Верховного Совета РСФСР 2-го и 5-го созывов.

## Награды и звания
- орден Трудового Красного Знамени (03.01.1957)
- медали